# Mell VF
Mell VF, eerder Mell & Vintage Future, is een Nederlandse band, bestaande uit Melanie Jonk (zang, gitaar), Ton Dijkman (drums) en Martin Scheppink (hammondorgel, piano, bas).

## Geschiedenis

### Ontstaan
Ton Dijkman en Nico Brandsen vormden samen het producersduo Vintage Future. In 2015 werd Melanie Jonk geïntroduceerd, waarna op 18 augustus 2015 de band Mell & Vintage Future werd opgericht. Het eerste deel van de debuutsingle Call My Name was al binnen twee uur na de kennismaking met Jonk opgenomen. Nico Brandsen stopte medio 2023 met optreden met de band nadat er bij hem een hersentumor was geconstateerd. Hij overleed op 10 januari 2024 op 63-jarige leeftijd.

### Debuutalbum
In februari 2018 werd Central Station als tweede single uitgebracht en hiermee behaalden ze hun eerste NPO Radio 2 TopSong. In mei 2019 volgde het titelloze debuutalbum, waarop ook de singles Alright, Forever, I Like It en Willin' staan.
In 2020 deed de band mee aan het televisieprogramma We Want More, waar ze de finale bereikten. Op 14 augustus 2020 kwam de single Brand New Day uit van het in 2021 uitgebrachte album Live 2020.

### Tweede album:Roots & Romance
Tijdens de coronapandemie nam de band het album Roots & Romance op, waarop de band een greep uit haar favoriete songs opnam, waaronder Janis Joplin's Piece Of My Heart, Rihanna's Stay en Bonnie Raitt's I Can't Make You Love. Het uitbrengen van het album werd voorafgegaan door de singles Only a Fool (Breaks Her Own Heart) en Lou Reeds Perfect Day.
In 2021 was Brand New Day te horen in de trailer van de film Niks vreemds aan, met o.a. Ilse Warringa, Frederik Brom en Peggy Vrijens. In de film zelf was High On Love van het debuutalbum te horen.
In datzelfde jaar verschenen drie nieuwe singles van het in 2022 te verschijnen tweede album met eigen werk: Love Train, Worth It en Shine a Light. Ondertussen was Forever te horen in de Belgische hit-serie D5R.
Begin 2022 werd bekend dat Mell & Vintage Future's versie van Lou Reed's Perfect Day te horen is in de Amerikaanse romantische sciencefictionfilm The In Between (Paramount) van Arie Posin. In april verscheen de film op Netflix, waardoor het lied in meer dan twintig landen in de Shazam-charts verscheen.

### Break the Silence
In maart 2022 verscheen een nieuw voorproefje van het nieuwe album Break the Silence: de single Frozen in Time. Het album kwam uit op 15 april 2022 en steeg diezelfde dag naar de eerste positie op iTunes.
Op 27 mei verscheen Too Much of a Woman op single. In september gevolgd door I Was Wrong. Nadat Break the Silence op vinyl verscheen kwam het op 13 januari 2023 op nummer 1 in de vinylalbumlijst binnen en op nummer 39 in de Album Top 100. Ondertussen waren Shine Your Light en Worth It te horen in het laatste seizoen van de Belgische serie D5R.
Op 3 februari 2023 - vlak na de laatste show van de Roots & Romance 2 Theatertour - bracht de band hun versie van Ballad of Easy Rider uit, oorspronkelijk geschreven door Roger McGuinn.

### Mell in Beste Zangers, singleHigher Love
Later dat jaar nam Jonk deel aan het televisieprogramma Beste Zangers.
Op 1 september 2023 bracht Mell & Vintage Future de single Higher Love uit, de laatste single met toetsenist Nico Brandsen, die om gezondheidsredenen de band verliet. De single werd o.a. TopSong op NPO Radio 2 en kreeg de Radio Veronica Oorkonde.
Diezelfde maand kwam de Deluxe edition van Break the Silence uit op de streamingplatforms, met vier extra nummers: Higher Love, Since You've Been Gone, Not Cause I Wanted To en Ballad of Easy Rider.
In november dat jaar kwam de film Alles is nog steeds hoe het zou moeten zijn uit, waarin Worth It is te horen.
Op 10 januari 2024 overleed toetsenist Nico Brandsen.

### Nieuw hoofdstuk: Mell VF, singleCrazy
In 2024 begon voor de band een nieuw hoofdstuk. Onder de naam Mell VF, met nieuwe toetsenist Martin Scheppink, werd de band de huisband van de talkshow Vandaag Inside. De nieuwe single Crazy kwam en de band speelde door het hele land met de Roots And Romance 3 Theatertour.
Bryan Adams trad in juni 2025 op in het Spoorpark in Tilburg. Mell VF stond in zijn voorprogramma.

## Trivia
- Jonk is de kleindochter van zanger Piet Veerman en nicht van voetballer Wim Jonk.
- In 2014 deed Jonk onder de artiestennaam MELL mee aan The voice of Holland.
- Dijkman is tevens drummer in de band van Marco Borsato.[9]
- De band was in 2020 en 2021 de huisband van de talkshow Linda's Wintermaand.
- De band treedt sinds 2023 regelmatig, op vrijdag, op als huisband van Vandaag Inside.

## Discografie

### Albums
| Album met eventuele hitnotering(en) in de Nederlandse Album Top 100 | Datum van verschijnen | Datum van binnenkomst | Hoogste positie | Aantal weken | Opmerkingen    |
| ------------------------------------------------------------------- | --------------------- | --------------------- | --------------- | ------------ | -------------- |
| My Name Is Mell                                                     | 8-02-2014             | -                     | -               | -            | solo-ep        |
| Mell & Vintage Future                                               | 10-05-2019            | -                     | -               | -            |                |
| Live 2020                                                           | 01-01-2021            | -                     | -               | -            |                |
| Roots & Romance                                                     | 04-06-2021            | -                     | -               | -            |                |
| Break the Silence                                                   | 25-04-2022            | 14-01-2023            | 51              | 1            | #1 Vinyl Chart |
| Queen of My Castle                                                  | 27-09-2024            | -                     | -               | -            |                |

### Singles
| Single met eventuele hitnotering(en) in de Nederlandse Top 40 | Datum van verschijnen | Datum van binnenkomst | Hoogste positie | Aantal weken | Opmerkingen                                     |
| ------------------------------------------------------------- | --------------------- | --------------------- | --------------- | ------------ | ----------------------------------------------- |
| Call My Name                                                  | 2016                  | -                     | -               | -            | als Vintage Future records presents Mell        |
| Christmas Time (Now I Care)                                   | 2016                  | -                     | -               | -            | als Vintage Future & Mell                       |
| Central Station                                               | 09-02-2018            | -                     | -               | -            | als Vintage Future & Mell / NPO Radio 2 TopSong |
| Alright                                                       | 29-06-2018            | -                     | -               | -            | als Vintage Future & Mell                       |
| Forever                                                       | 15-03-2019            | -                     | -               | -            | NPO Radio 2 TopSong                             |
| I Like It                                                     | 16-08-2019            | -                     | -               | -            |                                                 |
| Willin' (Live @ Blokhuis)                                     | 26-09-2019            | -                     | -               | -            | NPO Radio 2 TopSong                             |
| Gypsy Woman (She's Homeless)                                  | 17-01-2020            | -                     | -               | -            |                                                 |
| Brand New Day                                                 | 14-08-2020            | -                     | -               | -            | NPO Radio 2 TopSong                             |
| It's Christmas                                                | 07-11-2020            | -                     | -               | -            | NPO Radio 2 TopSong                             |
| Perfect Day                                                   | 04-03-2021            | -                     | -               | -            |                                                 |
| Only A Fool (Breaks Her Own Heart)                            | 22-04-2021            | -                     | -               | -            |                                                 |
| Love Train                                                    | 18-06-2021            | -                     | -               | -            | NPO Radio 2 TopSong                             |
| Worth It                                                      | 19-11-2021            | -                     | -               | -            |                                                 |
| Shine Your Light                                              | 24-09-2021            | -                     | -               | -            |                                                 |
| Frozen In Time                                                | 11-03-2022            | -                     | -               | -            |                                                 |
| Too Much Of A Woman                                           | 27-05-2022            | -                     | -               | -            |                                                 |
| I Was Wrong                                                   | 23-09-2022            | -                     | -               | -            |                                                 |
| Ballad Of Easy Rider                                          | 03-02-2023            | -                     | -               | -            |                                                 |
| Not Cause I Wanted To                                         | 21-04-2023            | -                     | -               | -            |                                                 |
| Since You've Been Gone                                        | 09-06-2023            | -                     | -               | -            |                                                 |
| Higher Love                                                   | 01-09-2023            | -                     | -               | -            | NPO Radio 2 TopSong, Radio Veronica Oorkonde    |
| Crazy                                                         | 09-02-2024            | -                     | -               | -            |                                                 |